# YAMATO SOUND ALMANAC
『YAMATO SOUND ALMANAC』（ヤマト サウンド アルマナック）は、「宇宙戦艦ヤマトシリーズ」のテレビ版第1作（1974年）から劇場版『宇宙戦艦ヤマト 完結編』（1983年）までのために製作された劇伴音楽などを年代順に復刻するCDシリーズ。日本コロムビアより、2012年7月から2014年3月にかけて隔月発売された。
2015年10月には、「YAMATO SOUND ALMANAC」シリーズに収録しきれなかった音源を収録した補完盤が発売されている。

## 解説
『宇宙戦艦ヤマト』（1974年）から『宇宙戦艦ヤマト 完結編』（1983年）にかけて、「宇宙戦艦ヤマトシリーズ」各作品の放送・上映当時（初期作品は放送の数年後）に発売された音楽集などを「Blu-spec」仕様の高品質CDとして年代順に復刻するという「音楽年鑑」プロジェクトで、初CD化音源や初商品化音源も含まれる。元々は2014年10月にヤマトシリーズ40周年記念として発売することを意図していたものだったが、2012年からリメイク版アニメ作品『宇宙戦艦ヤマト2199』が始まったことに合わせ、前倒しでリリースされた。
2012年7月より順次発売が開始され、ヤマトシリーズ放送開始40周年となる2014年までに全30タイトルが発売された。2015年10月28日、補完盤として『YAMATO SOUND ALMANAC 1974-1983 YAMATO MUSIC ADDENDUM』（CD3枚組）が発売。

### 背景

#### レコード時代
これまでのヤマトシリーズの音楽の商品化は、プロデューサーである西崎義展が持つ音楽へのこだわりから出た2つの制作の特徴によってある種の混迷を見せていた。その特徴とは
- 「鑑賞用としての音楽」と「劇伴 (BGM) としての音楽」を分ける。
- 使うかどうかの判断は後回しにし、とにかく録れるだけ録る。

というものである（さらば宇宙戦艦ヤマト 愛の戦士たち#音楽・音響も参照）。これらはヤマト音楽を充実させ、より高い評価へと繋げたが、商品化という観点では若干不都合だった。
1つ目について、『さらば宇宙戦艦ヤマト 愛の戦士たち』以降の作品では、まず単体での視聴に耐えうるモチーフ音楽を作り、然る後にそれらをBGM用としてリファインするという制作手順を取っていた。当然音楽集として商品化されるのは前者であり、BGMが単体の商品として扱われるようになったのはヤマトシリーズ後期からだった（もっとも、そもそも当時は主題歌ではないアニメ劇伴による商売自体がまだ一般的ではなく、ヤマトの音楽集はむしろ先駆けの部類である）。
2つ目の方針は楽曲数の多さへと帰結した。特に『さらば』『完結編』は突出しており、現在商品化されている分だけ見ても、『さらば』（『ヤマト2』に流用されたものも含む）は比較的短い曲が多いとはいえ150曲以上（演奏時間にして4時間近く）、『完結編』は100曲程度だが演奏時間5時間超えと、2時間の劇場アニメ用としては異常な数となった。その全てを商品化することはできず、結果的に未収録曲が一部存在することになった。『完結編』に至っては日本コロムビアだけでなく、徳間音楽工業（現・徳間ジャパンコミュニケーションズ）からも音楽集が発売され、それぞれ片方にしか収録されない曲と重複する曲が存在する（しかもアレンジ違いが一部同じ曲名となっている）など、消費者側にとっては混乱しやすい状態だった。

#### CD時代
その後、時代はレコードからCDに移り変わり、1990年代半ばから2000年代初頭にかけて「オリジナルBGMコレクション」と「ETERNAL EDITION」という2つのシリーズが展開されることになる。
「オリジナルBGMコレクション」は、『YAMATO2520』が展開されていた1995年頃に発売されたシリーズである（2005年頃にシリーズ30周年を記念して復刻された）。当時、ヤマト音楽は西崎監修の下で再カタログ化が試みられていた。レコードで発売されていた音楽集がCD化されただけでなく、効果音を収録した「サウンドファンタジア」など新作CDも発売され、オリジナルBGMコレクションもその1つだった。本シリーズは言わばヤマト音楽の復活を目論んだものだったが、未収録曲の曲もいくつか残ることになった。
「ETERNAL EDITION」はそれから5年後、PlayStationでゲーム版ヤマトが展開されていた2000年頃に発売されたシリーズである（2012年に復刻された。詳細は後述）。劇中使用曲を使用順に収録し、よりアニメ本編に沿ったサウンドトラック（つまり手軽に作品を振り返れるベスト盤）とすることをコンセプトにした。また、それ以外にオリジナルBGMコレクション時に漏れた音楽の補完もコンセプトの1つとしていたが、マスターテープが行方不明のままの曲もあったことから、またしても未収録曲が残ってしまった。
この一連のCD展開によってヤマト音楽は概ねCD化されたものの、ヤマト楽曲を網羅するという点ではまだ不完全だった。上記の通り未収録曲は依然として存在していたうえ、2つのシリーズは良くも悪くもコンセプトが差別化されていたため選曲について異なる長所と短所を備えることになり、どちらかに絞って揃えても曲の網羅はできず、逆に両方とも揃えると重複する曲が多数存在するという状態だった。

#### 「YAMATO SOUND ALMANAC」へ
「YAMATO SOUND ALMANAC」は、上記2つのシリーズの特徴を融合させたシリーズであり、バラバラ状態のヤマト楽曲を1つの統一したシリーズとして商品化した。almanac（年鑑）の名の通り、ヤマトの歴史に沿ってヤマト音楽を追っていくという形となっており、結果的にオリジナルBGMコレクションは「音楽優先」、ETERNAL EDITION「作品優先」、そして本シリーズは「録音年度優先」という異なるスタンスになったとライナーノーツで述べられている。
本シリーズでは「未CD化アルバムのCD化」「廃盤となっていた音楽集CDの復刻」「本編で使用されたBGMの完全収録」を3大テーマとして掲げた。2009年公開の『宇宙戦艦ヤマト 復活篇』の製作の折に行われた大規模発掘作業でほぼ全てのマスターテープの発見に成功していたことによってこれまでの未収録曲まで網羅することを達成。さらには日本コロムビアのアルバムのみならず、他社発売のアルバムの復刻まで実現させた。このシリーズ1種で、ボーカル曲を除けばほぼ一通りの楽曲が揃えられる形となった。なお、ボーカル曲に関しては「ETERNAL EDITION File No.10 ヤマト・ザ・ベスト」(2001年、COCX-31162) とその続編・補完版である「ヤマト・ザ・ベスト2」(2004年、COCX-33060) で揃えることが可能となっている。

### 構成
本シリーズは「音楽集」と「BGM集」の2種に大別して構成されている。音楽集はこれまでも何度かCD化されていたレコード時代の発売アルバムの再CD化を基本としており、BGM集は「ETERNAL EDITION」に近い構成をしているが、音楽集収録曲や過去作からの流用曲など他盤と重複する曲は除かれている。さらに、未使用曲や続編での使用曲を各盤にボーナストラックとして収録する形を取っている。
また、収録に当たって、オリジナル盤のインデックス対応トラックを全て単独トラックに分けるという改良もなされている。
第1作〜『ヤマト2』のBGMは、元々曲名がつけられておらず、1981年のLP盤「テレビオリジナルBGMコレクション」で曲名がつけられ、CD「オリジナルBGMコレクション」でもそれに準じているが、「ETERNAL EDITION」では曲の型番で収録された。本シリーズでは「ETERNAL EDITION」に準じている。

## ラインナップ
全30タイトルが、合計4期に分けて発売された。一部は2枚組になっている。

### 第1期
2012年7月18日発売
- 1974-I 宇宙戦艦ヤマト BGM集（COCX-37381）
- 1977-I 交響組曲 宇宙戦艦ヤマト（COCX-37382）
- 1977-II SPACE CRUISER YAMATO（COCX-37383） - 初CD化
- 1978-I 宮川泰の世界 〜宇宙戦艦ヤマト（COCX-37384） - 初CD化

2012年9月19日発売
- 1978-II さらば宇宙戦艦ヤマト 音楽集（COCX-37385）
- 1978-III さらば宇宙戦艦ヤマト BGM集（COCX-37386）
- 1978-IV 不滅の宇宙戦艦ヤマト ニュー・ディスコ・アレンジ（COCX-37387） - 初CD化

### 第2期
2012年11月21日発売
- 1979-I 宇宙戦艦ヤマト 新たなる旅立ち 音楽集（COCX-37390）
- 1980-I ヤマトよ永遠に 音楽集 PART 1（COCX-37392）
- 1980-II ヤマトよ永遠に 音楽集 PART 2（COCX-37393）

2013年1月23日発売
- 1980-III ヤマト・フェスティバル・イン・武道館・ライブ1980（COCX-37395/6）
- 1981-I 交響組曲 宇宙戦艦ヤマトIII（COCX-37397）

2013年3月20日発売
- 1978-V 宇宙戦艦ヤマト2 BGM集 PART 1（COCX-37388） - 初商品化音源含む
- 1978-VI 宇宙戦艦ヤマト2 BGM集 PART 2（COCX-37389） - 初商品化音源含む
- 1979-II 宇宙戦艦ヤマト 新たなる旅立ち BGM集（COCX-37391） - 初商品化音源含む

### 第3期
2013年5月22日発売
- 1980-IV ヤマトよ永遠に BGM集（COCX-37394） - 初商品化音源含む

2013年7月24日発売
- 1982-II ギターが奏でるヤマト・ラプソディ（COCX-37400）
- 1982-III ピアノが奏でるヤマト・ラプソディ（COCX-37401）
- 1982-IV バイオリンが奏でるヤマト・ラプソディ（COCX-37402）

2013年9月18日発売
- 1981-II 宇宙戦艦ヤマトIII BGM集 PART 1（COCX-37398） - 初商品化音源含む
- 1981-III 宇宙戦艦ヤマトIII BGM集 PART 2（COCX-37399） - 初商品化音源含む
- 1982-I ファイナルへ向けての序曲（COCX-37403）

### 第4期
2013年11月20日発売
- 1983-I 宇宙戦艦ヤマト 完結編 音楽集 PART 1（COCX-37404）
- 1983-II 宇宙戦艦ヤマト 完結編 音楽集 PART 2（COCX-37405）
- 1983-III 宇宙戦艦ヤマト 完結編 音楽集 PART 3（COCX-37406）

2014年1月22日発売
- 1983-IV 宇宙戦艦ヤマト 完結編 BGM集（COCX-37407） - 初商品化音源含む
- 1982-V DIGITAL TRIP 宇宙戦艦ヤマト 〜シンセサイザー・ファンタジー（COCX-37408）
- 1983-V DIGITAL TRIP 宇宙戦艦ヤマト 完結編 〜シンセサイザー・ファンタジー（COCX-37409） - 初CD化

2014年3月19日発売
- 1984-I 交響曲 宇宙戦艦ヤマト -ライヴ録音-（COCX-37409）
- 1996-I Sound Fantasia 宇宙戦艦ヤマト（2枚組、COCX-37411-2）

### 補完盤
2015年10月28日発売
- YAMATO SOUND ALMANAC 1974-1983 YAMATO MUSIC ADDENDUM（3枚組、COCX-39257-9）

### シリーズ50周年記念
2024年12月25日発売
- YAMATO SOUND ALMANAC 50th PREMIUM 交響組曲 宇宙戦艦ヤマト 2024mix（CD：COCX-42417、LP：COJX-9527）

## 関連商品
長らく廃盤となっていた『YAMATO ETERNAL EDITION』シリーズCDが2012年2月15日に再発売された。
- SPACE BATTLE SHIP YAMATO ETERNAL EDITION FILE No.1 宇宙戦艦ヤマト（COCX-37273、オリジナルCD発売日：2000年9月30日）
- SPACE BATTLE SHIP YAMATO ETERNAL EDITION FILE No.2&3 さらば宇宙戦艦ヤマト 愛の戦士たち（COCX-31154〜5（CD2枚組）、オリジナルCD発売日：2000年11月1日）
- SPACE BATTLE SHIP YAMATO ETERNAL EDITION FILE No.4 宇宙戦艦ヤマト PART2（COCX-31156、オリジナルCD発売日：2000年12月1日）
- SPACE BATTLE SHIP YAMATO ETERNAL EDITION FILE No.5&6 宇宙戦艦ヤマト 新たなる旅立ち（COCX-31157〜8（CD2枚組）、オリジナルCD発売日：2000年12月30日）
- SPACE BATTLE SHIP YAMATO ETERNAL EDITION FILE No.7 宇宙戦艦ヤマトIII（COCX-31159、オリジナルCD発売日：2001年2月1日）
- SPACE BATTLE SHIP YAMATO ETERNAL EDITION FILE No.8&9 宇宙戦艦ヤマト 完結編（COCX-31160〜1（CD2枚組）、オリジナルCD発売日：2001年3月1日）
- SPACE BATTLE SHIP YAMATO ETERNAL EDITION FILE No.10 ヤマト・ザ・ベスト（COCX-31162、オリジナルCD発売日：2001年3月31日）
- SPACE BATTLE SHIP YAMATO ETERNAL EDITION ヤマト・ザ・ベストII（COCX-33060、オリジナルCD発売日：2004年12月22日）
- ETERNAL EDITION PREMIUM 宇宙戦艦ヤマト CD-BOX（COCX-33021-30（CD10枚組＋特典CD1枚=11枚組）、オリジナルCD発売日：2004年11月25日）

ただし、今回はTUNED-CD仕様ではない。また、『交響組曲宇宙戦艦ヤマト ETERNAL EDITION FileNo.0&1』（2枚組、COCX-31082・COCX-31083）として2000年9月に発売されたうち、File No.0『交響組曲 新宇宙戦艦ヤマト』の部分は、当時松本零士主導でコミック原作も発刊された上、映画制作も計画された『新宇宙戦艦ヤマト』のイメージアルバムであったが、松本が一連の著作権抗争において事実上敗北した形で「ヤマト」関連の制作から身を引いたことから、復刻が叶わなかった。詳細は『新宇宙戦艦ヤマト#イメージアルバム』を参照。
また、2014年8月からは音楽集等10タイトルが24bit/96kHzのハイレゾ音源として音楽配信サイトの mora、e-onkyo music、ototy、VICTOR STUDIO HD-Musicで順次配信されている。
- 交響組曲 宇宙戦艦ヤマト 【24bit/96kHz】（COKM-32741）
- さらば宇宙戦艦ヤマト 音楽集 【24bit/96kHz】（COKM-32742）
- 宇宙戦艦ヤマト 新たなる旅立ち 音楽集 【24bit/96kHz】（COKM-32743）
- ヤマトよ永遠に 音楽集 PART1 【24bit/96kHz】（COKM-32744）
- ヤマトよ永遠に 音楽集 PART2 【24bit/96kHz】（COKM-32745）
- 交響組曲 宇宙戦艦ヤマトIII 【24bit/96kHz】（COKM-32746）
- 宇宙戦艦ヤマト ファイナルへ向けての序曲 【24bit/96kHz】（COKM-32747）
- 宇宙戦艦ヤマト 完結編 音楽集 PART1 【24bit/96kHz】（COKM-32748）
- 宇宙戦艦ヤマト 完結編 音楽集 PART2 【24bit/96kHz】（COKM-32749）
- 宇宙戦艦ヤマト 完結編 音楽集 PART3 【24bit/96kHz】（COKM-32750）

「YAMATO SOUND ALMANAC」という括りではないが、ハイレゾ音源化の作業にALMANACでの作業が関係している。元々は2012年の「YAMATO SOUND ALMANAC」のCD化の際に、ハイレゾ配信に備え音源を24bit/96kHzでデジタルデータ化しており、それをCDのフォーマットである16bit/44.1kHzに落とし込んで発売していた。